# Distretto di Sallique
Il distretto di Sallique è uno dei dodici distretti  della provincia di Jaén, in Perù. Si trova nella regione di Cajamarca e si estende su una superficie di 373,89 chilometri quadrati.

Istituito il 2 gennaio 1857, ha per capitale la città di Sallique; al censimento 2005 contava 7.908 abitanti.